# Дачоломська полонина
Дачоломська полонина (Dačolomská planina) — гірський масив в Словаччині; геоморфологічна підодиниця масиву Крупінська полонина. Найвища точка — Ясеновий верх (724 м.). Місце розташування — Банськобистрицький край і Нітранський край.
Протікають річки Мала Літава і Рієка.